# Kriminalpolizeilicher Meldedienst
Der Kriminalpolizeiliche Meldedienst (KPMD) in Deutschland ist seit den 1930er Jahren Plattform zum polizeilichen Informationsaustausch und zur Erkenntnismitteilung zwischen örtlichen Polizeidienststellen, regionalen Behörden, den Landeskriminalämtern und des Bundeskriminalamtes mit dem Ziel einer lageangepassten (aktuellen) Informationssammlung. Er dient zum einen der Beurteilung der polizeilichen Lage (BdL) und zum anderen der für entsprechendes polizeiliches Handeln, z. B. konzertierte Aktionen (Schwerpunkte).

## Grundlage
Der deutsche Kriminologe Robert Heindl institutionalisierte im Jahre 1928 mit seinen Ausführungen zum Straftaten-Straftäter-Vergleich erstmals den Kriminalpolizeilichen Meldedienst (KPMD), eine bürokratische Arbeitsmethode als kriminalpolizeiliches System zur Straftatenaufklärung. Kernstück der kriminalpolizeilichen Auswertetätigkeit ist ein systematischer Vergleich der typischen Arbeitsweisen bekannter Straftäter mit der Beschreibung von Tatspuren noch nicht aufgeklärten Straftaten nach kriminologischen Erfahrungsgrundsätzen und spezifischen kriminalpolizeilichen Bewertungskriterien.
Der Kriminalpolizeiliche Meldedienst als Recherchiersystem ist bei den besonders gefährlichen, überregional agierenden Berufs-, Gewohnheits- und Triebtätern für überörtliche
kriminalpolizeiliche Zentralstellen (Landeskriminalämter und das Bundeskriminalamt
als Zentralstelle) mit zentralen Sammel- und Auswertetätigkeiten notwendig.

„[…] Es gibt Rechtsbrecher, die vorwiegend innerhalb ihres festen Wohn- oder Aufenthaltsortes
strafbare Handlungen begehen, und solche, die in großen Bereichen tätig werden (örtliche und überörtliche Täter). Der örtliche Täter kann, soweit er nur gelegentlich straffällig wird (Gelegenheitstäter), in der Regel durch örtliche (kriminal)polizeiliche Maßnahmen ermittelt werden. Betätigt er sich jedoch als Berufs- oder Gewohnheitsverbrecher oder ist er als Triebverbrecher anzusehen, so bedarf es – wie beim überörtlichen Täter – wegen der Gefahr des Straffälligwerdens auch an anderen Orten seiner zentralen Erfassung. […] Der überörtliche, nicht auf frischer Tat gestellte Täter kann nur durch überörtliche (kriminal)polizeiliche Maßnahmen erkannt werden. Die dafür erforderlichen Unterlagen soll in erster Linie der kriminalpolizeiliche Meldedienst liefern. […]“

## Bedeutung des kriminalpolizeilichen Meldedienstes
Der kriminalpolizeiliche Meldedienst gründet sich auf wiederholt bestätigte Erkenntnisse. Berufs-, Gewohnheits- und Triebverbrecher verüben überwiegend immer wieder gleiche oder zumindest ähnliche Straftaten. Sie verwerten dabei berufliche Kenntnisse und Fertigkeiten, geistige und körperliche Fähigkeiten sowie die im Laufe ihrer kriminellen Tätigkeit gesammelten Erfahrungen. Dadurch entwickeln sie ganz bestimmte, für sie charakteristische Arbeitsweisen, an denen sie im Allgemeinen festgehalten und demzufolge wiedererkannt werden können.
In Sinne der kriminologischen Perseveranzhypothese, also der Delikts- und der Modus-Operandi-Perseveranz, erhöhen sich die Möglichkeiten der Identifizierung eines unbekannten Täters und des Nachweises weiterer Straftaten eines ermittelten Täters, wenn außer den Merkmalen der speziellen Arbeitsweise auch die bei der Tatbegehung festgestellten persönlichkeitsgebundenen konstanten Merkmale und Verhaltensweisen des Täters (also äußerlich sichtbare markante körperliche Merkmale, sonstige Auffälligkeiten in der äußeren Erscheinung und im allgemeinen persönlichen Verhalten, triebhafte Veranlagungen usw.) mit einbezogen werden.
Anhand der Tatausführungen und der persönlichkeitsgebundenen Merkmale und Verhaltensweisen wird es möglich, Zusammenhänge hinsichtlich örtlich und zeitlich verschieden gelagerter, bisher noch unaufgeklärter Straftaten zu ermitteln und durch Vergleich mit den Arbeitsweisen und sonstigen Merkmalen bereits bekannter Täter Hinweise auf den möglichen Täter zu erlangen.
Ein systematischer Vergleich der Arbeitsweisen in Verbindung mit der Beschreibung der Täter, Tatorte, Tatzeiten und der sonstigen näheren Umstände des Tatgeschehens lässt bei einer geographischen Auswertung oft auch Schlüsse auf künftigen Reisewege noch unbekannter überörtlicher Rechtsbrecher zu, so dass in den gefährdeten Bereichen vorbeugende Fahndungs- und andere Maßnahmen eingeleitet werden können.

## Bundesdeutsche Meldedienste und Deliktsbereiche
Von den deutschen Polizeibehörden werden Meldedienste in folgenden Deliktsbereichen mit entsprechenden Meldepflichten betrieben:
- Eigentumskriminalität und Kfz-Kriminalität
- Fälschung von Zahlungsmitteln
- Geldwäsche
- Gewalt- und Schwerkriminalität mit jeweils eigenen Meldediensten für Gewalttäter Links, Rechts, Sport und politisch motivierte Ausländerkriminalität
- IuK-Kriminalität
- Kinderpornografie
- Organisierte Kriminalität, insbesondere im Zusammenhang mit Rockern
- Politisch motivierte Kriminalität und Innere Sicherheit
- Rauschgiftkriminalität

Die Meldepflichten und Auswertungsprioritäten richten sich deliktsabhängig nach länderspezifischen, nicht öffentlichen Vorschriften, für den jeweiligen Meldedienst und sind deliktsübergreifend wesentlich von folgenden Faktoren geprägt:
- Aktuelle Schwerpunkte
- Allgemeiner KPMD-Relevanz nach Tatausführung und modus operandi
- Besondere Gefährlichkeit von Täter /-gruppierungen, Bandenstrukturen, Überörtliche Tätergruppierungen
- Besondere Opferauswahl, z. B. ältere Menschen / Kinder
- Dringlichkeit, Aktualität, Lageentwicklung
- Hohe oder bedeutsame Schäden
- Presse, Öffentlichkeitsinteresse
- Neue Phänomene, besondere Erscheinungsformen
- Straftatenhäufigkeit, Tatzusammenführung Brennpunkte

Beim Vorliegen eines meldepflichtigen Ereignisses hat die lokal zuständige, sachbearbeitende Polizeidienststelle innerhalb kurzer (i. d. R. festgelegter) Frist eine entsprechende Mitteilung an die zuständige Zentralstelle (wie Landeskriminalamt) absetzen. Dort werden die gemeldeten Informationen bearbeitet, z. B. mit anderen, vergleichbaren Taten, Tätern etc. abgeglichen, bewertet und u. U. mit weiteren Informationen angereichert. Diese qualifizierten Meldungen werden an das Bundeskriminalamt als nationale Zentralstelle weitergeleitet. Das BKA stellt in spezifischen Verbunddateien die Daten ein, die von berechtigten Anwendern abgefragt werden können.

## Sondermeldedienste
- Die Polizei in Deutschland nutzt das Datenbanksystem ViCLAS (engl. Violent Crime Linkage Analysis System = Analysesystem zur Serienzusammenführung bei Gewaltverbrechen) in engem Zusammenhang mit der Operativen Fallanalyse. Es kommt bei Tötungs- und Sexualdelikten zum Einsatz, bei denen keine familiären oder sonstigen bekanntschaftlichen Vorbeziehungen zwischen Opfer und Täter bestanden.[4][5]
- Mit dem Sondermeldedienst Cybercrime wurde seit dem Jahre 2012 auch die Verbundanwendung INPOL-Fall Cybercrime und die Polizeiliche Kriminalstatistik (PKS) angepasst. In der PKS werden u. a. Sonderkennungen und Phänomene zur Erfassung der Cybercrime geführt, die beispielsweise Aussagen zu folgenden Phänomenen erlauben: Ransomware, (D)DoS-Attacke, Digitaler Identitätsdiebstahl / Accountübernahme, Angriff auf das Online-Banking und Eindringen in Datennetze / Datenveränderung / Datendiebstahl bei nicht-natürlichen Personen.[6]
- Der Sondermeldedienst bei Waffen- und Sprengstoffsachverhalten wurde bis Mai 2016 als Papierformular(KP 27) durchgeführt und wird jetzt durch die elektronische PIAV-Meldung ersetzt. Vorgangsdaten aus den Vorgangsbearbeitungssystemen der Bundesländer werden automatisch zu einer PIAV-Meldung generiert und über eine Schnittstelle zur Zentralstelle PIAV der Landeskriminalämter geschickt. Von den dortigen Zentralstellen erfolgt nach einer Qualitätssicherungsprüfung die Weiterleitung der PIAV-Meldung an das Bundeskriminalamt zu PIAV-Operativ Zentral und ist damit bundesweit recherchierbar.[7][8]
- Im Rahmen des Sondermeldedienstes Wirtschaftskriminalität sind folgende Straftaten zu melden: Finanzierungsdelikte, Betrugs- und Untreuehandlungen i. Z. m. Beteiligungen und Kapitalanlagen, Arbeitsdelikte, Wettbewerbsdelikte, Insolvenzdelikte und Gesundheitsdelikte – Abrechnungsbetrug.[9]

## Weiterentwicklung des Kriminalpolizeilichen Meldedienstes
Drei unabhängig voneinander durchgeführte Erhebungen der Kriminologischen Forschungsgruppe der Polizei Bayern im Auftrag des Bayerischen Staatsministerium des Innern stellten 1982 den KPMD zur Bedeutung von deliktsperseverantem Verhalten von Straftätern und modus operandi im System der polizeilichen Verbrechensbekämpfung durch Tatklärung und Täterermittlung in Frage. Nach der Studie passt sich ein Großteil der Gewohnheitstäter, den Tatgelegenheitsstrukturen an und versucht mit allen Mitteln die angestrebten Ziele zu erreichen. Nach diesen Erkenntnissen beschloss die AG Kripo (Arbeitsgemeinschaft der Leiter der bundesdeutschen Landeskriminalämter mit dem BKA) im Jahre 1982 mit Wirkung vom 1. Januar 1983 bundesweit einen Katalog meldepflichtiger Straftaten einzuführen, der heute noch gilt. Zu Reformation des Meldedienstes wurde 1987 ein weiteres Forschungsprojekt an die Johann Wolfgang Goethe-Universität Frankfurt am Main vergeben, das im Abschlussbericht 1994 als Oevermann-Projekt veröffentlicht wurde. Bereits im Jahre 1993 beschloss der Arbeitskreis II (AK II) der AG Kripo aufgrund dieses Oevermann-Projektes und der Empfehlung der Fachkommission KPMD die Elektronisierung der Meldedienste als Teilprojekt des Vorhabens INPOL-neu anzusehen.
Die 16. Tagung der Kommission Kriminalitätsbekämpfung (KKB) im Oktober 2006 […] hält es für erforderlich, zunächst einen bundesweiten Ist-Stand und den tatsächlichen Informationsbedarf durch den Meldedienst zu erheben. Auf Basis des Ergebnisses ist eine Konzeption zur Rationalisierung der Meldedienste zu erarbeiten. Dazu wird eine Bund-Länder-Projektgruppe (BLPG) unter Beteiligung der KOK (Kommission Organisierte Kriminalität) eingerichtet. […] Die Untersuchungen in sechs Bundesländern (Hessen, Baden-Württemberg, Bayern, Niedersachsen, Nordrhein-Westfalen und Rheinland-Pfalz) erstreckten sich im Zeitraum vom September 2006 bis Juni 2007 auf die folgenden neun Delikts- und Themenbereiche:
- Wohnungseinbruch
- Schleusung
- Graffiti
- Kraftfahrzeugdelikte
- Raub
- Tötungsdelikte
- Sexualdelikte
- Vermisste und unbekannte Tote
- Management (deliktsübergreifend)

Es ergaben sich folgende maßgebliche Ergebnisse:
- Die Vielfältigkeit, Benennung und Unterschiedlichkeit der Dateien, beispielsweise von Vorgangsbearbeitungssystemen (HE: ComVor, BY: IGVP), operativen Systemen (HE: Crime, BY: ADKV), polizeilichen Informationssystemen (HE & BW: POLAS, NRW: FINDUS, RP: POLADIS, NS: NIVADIS), als auch Lagebildsystemen (BW: LABIS), geografischen Systemen (RP: GEOPOLISK), Sonderanwendungen (RP: eigene Datenbank), Polizeiliche Kriminalstatistik (HE, NRW) und um INPOL-Fall-Anwendungen (BY, BW, RP und NS: alle Domesch).
- Die Weitermeldungen von Informationen an andere Bundesländer bzw. an das BKA erfolgen hauptsächlich per polizeiinterne Fernschreibsysteme, EPost und E-Mail, selten telefonisch oder über Fax.
- Defizite bei den angelieferten Informationen, die von den Polizeipräsidien an die Zentralstellen gemeldet werden, vor allem in den Deliktsbereichen Einbruch, Graffiti und Kfz, die den Informationsbedarf meist nur gering bis ausreichend (bis 75 %) abdecken. Besser stellt sich die Informationsanlieferung bei der Schleusungsdelikten dar, am besten (gut = über 90 %) funktioniert die Informationsanlieferung bei den Raub-, Tötungs- und Sexualdelikten.

Daraus ergaben sich u. a. deliktsübergreifend die nachstehenden Optimierungsvorschläge:
- Abschottung von Falldaten nur in besonders begründeten Fällen
- Bundesweit einheitliche Vorgangs- und Fallbearbeitungssysteme
- Einbeziehung von Staatsschutzerkenntnissen zur Feststellung der Zusammenhänge zwischen allgemeiner und Staatsschutzkriminalität
- Einmalerfassung in den Vorgangsbearbeitungssystemen und Mehrfachnutzung in anderen polizeilichen Systemen über Schnittstellen und Anpassungen von Katalogen
- Frühzeitige Einstellung von Daten in polizeiliche Systeme bei hoher Datenqualität
- Gemeinsame Organisationseinheit aus LKA, BP und Zoll (Finanzkontrolle Schwarzarbeit - FKS)
- Handlungsleitfaden für die Darstellung von herausragenden Ereignissen (einheitlich), nach vorgegebenem Indikatorenkatalog
- Meldungen KPMD-relevanter Straftaten an BKA bundesweit automatisieren (aus Landessystemen)
- Optimiertes Vorgangsverwaltungssystem mit Recherche- und Visualisierungsmöglichkeiten
- Regelmäßige bundesweite Besprechungen der Auswertedienststelle
- Schaffung zusätzlicher europaweiter Systeme (neben INPOL und SIS für mehr Informations-Input)
- Schneller Informationsverarbeitung auch bei der Zusammenarbeit europäischer Polizeibehörden
- Schaffung von Sachbearbeitungs- und Auswertungskompetenz in einer Organisationseinheit
- Steigerung der Datenqualität
- Tägliche Landeslagemeldungen und einheitliche Lagebilder mit vorgegebenem Katalog (analog WE-Erlass)
- Verfolgung eines personenbezogenen und parallel dazu eines deliktsorientierten Auswerteansatzes.[12]